# Stenophilus coloradanus
Stenophilus coloradanus är en mångfotingart som beskrevs av Chamberlin 1946. Stenophilus coloradanus ingår i släktet Stenophilus och familjen trädgårdsjordkrypare. Inga underarter finns listade i Catalogue of Life.